# IONIS Education Group
IONIS Education Group è il più grande gruppo francese di istruzione superiore privata con 35.000 studenti e 29 scuole. La fondazione del gruppo IONIS fu posta nel 1980, quando Mark Sellam fondò l'Istituto superiore europeo di gestione ISEG a Parigi.

## Scuole

### IONIS Institute of Business
- Institut supérieur de gestion
- ISG Luxury Management
- ISG RH
- ISG Sport Business Management
- ISEG marketing and communication school
- ICS begué
- Institut supérieur européen de formation par l'action
- MOD'SPE Paris
- XP, the international esport & gaming school

### IONIS Institute of Technology
- Concours Advance
- École pour l'informatique et les techniques avancées
- École spéciale de mécanique et électricité
- École pour l'informatique et les nouvelles technologies
- IA Institut
- Institut Polytechnique des Sciences Avancées
- Sup'Biotech
- E-artsup
- Epitech Digital
- Epitech Executive
- IONIS School of Technology and Management
- Coding Academy
- SecureSphere by EPITA
- Sup'Internet
- Supinfo
- Web@cademie

### IONIS Education Solutions
- École des technologies numériques appliquées
- Fondation IONIS
- IONIS 361
- IONISx
- PHG Academy